# Генриетта д'Ультремон
Графиня Генриетта Адриана Мария Людовика Флора д’Ультремон де Вежимон (нидерл. Henriëtte Adriana Maria Ludovica Flora d’Oultremont de Wégimont; 28 февраля 1792, Маастрихт — 26 октября 1864, замок Рахе, Ахен) — вторая (морганатическая) супруга Виллема I, первого нидерландского короля.

## Биография
Генриетта д’Ультремон была одной из пятерых детей графа Фердинанда д’Ультремона де Вежимона из Льежа и его супруги Йоханны Сусанны Хартсинк, дочери адмирала Андреаса Хартсинка (1720—1788) и Йоханны Корнелии де Бас (1721—1787).
Около 1840 года король Вильгельм оказался в разладе с большей частью населения Нидерландов из-за своего отказа проводить требуемые реформы. Этот конфликт усилился, когда король, глава строго протестантского королевского дома Оранж-Нассау, объявил о своём намерении жениться на католической графине Генриетте, служившей фрейлиной при его первой жене, покойной королеве Вильгельмине (1774—1837).
Противление его намерению было настолько велико (ситуацию усугублял и ещё факт того, Генриетта была уроженкой Бельгии, отделившейся от Нидерландов), что Виллем I решил отречься от престола в пользу своего сына Виллема II 7 октября 1840 года. После отречения он провозгласил себя «королём Виллемом Фридрихом, графом Нассау» и женился на Генриетте 17 февраля 1841 года. Ему в то время был 71 год, ей — 47, детей у них не было. 7 февраля 1841 года Генриетта д’Ультремон была удостоена нидерландского титула графини Нассау, который носила и в период последующего проживания супругов в Берлине.
Виллем I скончался в 1843 году, спустя два года после свадьбы с Генриеттой. За проявленную преданность в заботы о своём пожилом муже нидерландская королевская семья наградила её выплатой содержания и замком близ Ахена, где она умерла в 1864 году.
Генриетта не была похоронена в склепе Новой церкви в Делфте наряду с нидерландскими королями и их жёнами. Останки её покоятся в семейном склепе в часовне в парке, окружающем замок Вежимон в Сумани, неподалёку от города Льеж в Бельгии.